# Essex Point
Der Essex Point (spanisch Punta Essex, in Chile auch Punta Start) ist eine Landspitze im Nordosten der Byers-Halbinsel am westlichen Ende der Livingston-Insel im Archipel der Südlichen Shetlandinseln. Er liegt 1,5 km nordöstlich des Start Point.
Das UK Antarctic Place-Names Committee benannte ihn 1958 nach dem US-amerikanischen Robbenfänger Essex unter Kapitän Chester, der in den Kampagnen von 1820 bis 1821 und von 1821 bis 1822 in den Gewässern der Südlichen Shetlandinseln operierte. Der in Chile mitunter verwendete alternative Name rührt durch eine Verwechslung mit dem Start Point her.